# Комаровка (Починковский район)
Комаровка — деревня в Починковском районе Смоленской области России. Входит в состав Краснознаменского сельского поселения. Население — 33 жителя (2007 год). 
Расположена в центральной части области в 36 км к югу от Починка, в 12 км западнее автодороги А141 Орёл — Витебск, на берегу реки Сыроквашенка. В 12 км восточнее деревни расположена железнодорожная станция Крапивенская на линии Смоленск — Рославль. 

## История
В годы Великой Отечественной войны деревня была оккупирована гитлеровскими войсками в июле 1941 года, освобождена в сентябре 1943 года.